# Harpactes ardens
El trogón filipino o surucuá malayo (Harpactes ardens) es una especie de ave trogoniforme de la familia Trogonidae endémica de Filipinas.

## Descripción
Mide alrededor de 30 cm de largo, incluida su larga cola. Los machos tienen el plumaje de la cabeza y el cuello negro, con una carúncula facial azul y el pico amarillo. Su espalda y obispillo es de color canela. Su pecho es rosado claro, mientras que el resto de sus partes inferiores son de color rojo rosado. Sus alas tienen las coberteras finamente listadas en blanco y negro, mientras que sus plumas de vuelo son negras. Su cola tiene las plumas centrales superiores de color castaño rojizo con las puntas negras y las laterales negras y blancas las inferiores. El colorido de las hembras es más apagado, con la cabeza parda y las partes inferiores de tonos ocres.

## Distribución y hábitat
Se encuentra en las selvas húmedas de gran parte del archipiélago filipino, exceptuando las islas más occidentales y las centrales.

## Comportamiento
Se alimenta principalmente de insectos que atrapa en los árboles.
Construye su nido en el interior de los huecos de los árboles a alturas de hasta 6 metros. Su puesta media consta de tres huevos.